# Süßmühle (Nordgoltern)

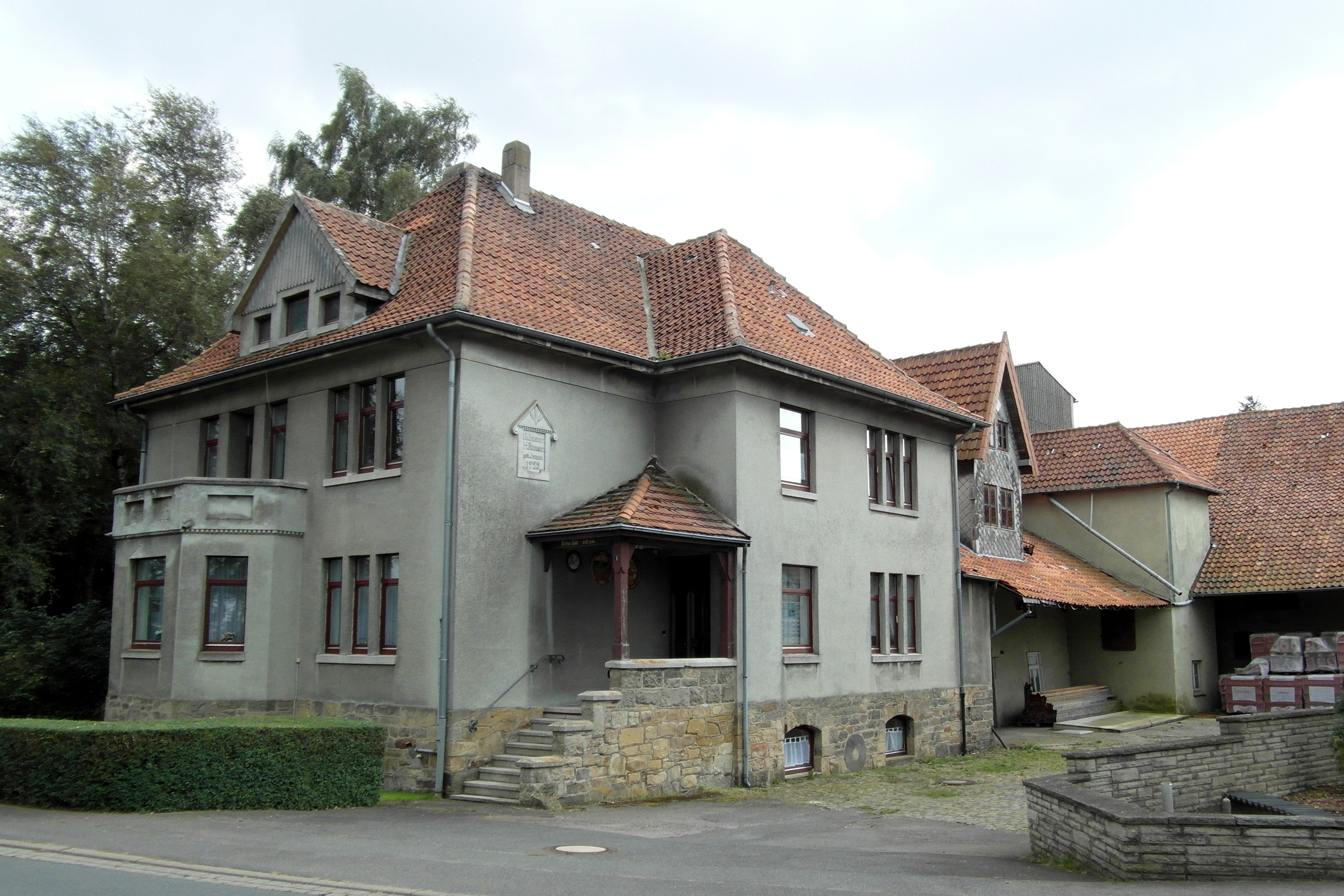
Die Süßmühle. Vorn das Wohnhaus, dahinter die Wassermühle, ganz hinten Nebengebäude

Die Süßmühle ist ein denkmalgeschütztes Bauwerk in Nordgoltern, einem Stadtteil von Barsinghausen in der Region Hannover in Niedersachsen.
Die Mühle hatte eine große Bedeutung bei der wirtschaftlichen Entwicklung Nordgolterns.

## Geschichte
Die Familie von Alten, die Besitzer des Großgolterner Ritterguts erhielt im Jahre 1622 zusammen mit einer Bestätigung ihres Lehens das Privileg, eine Mühle an der Südaue bei der Mindischen Heerstraße, der späteren Bundesstraße 65 zu bauen.
Die Mühle wurde 1622 gebaut.
1740 wurde sie als „mit zwo Grindeln versehene Waßer-Mühle“ beschrieben. Auf dem Hof gab es zudem eine Scheune und einen kleinen Stall.
Die Familie Bammert pachtete die Süßmühle 1891 und kaufte sie 1922.
Die Mühle wurde bis 1995 voll betrieben, stand danach jahrelang still und wurde 2022 als gelegentliches Hobby wieder in Betrieb genommen.

## Beschreibung

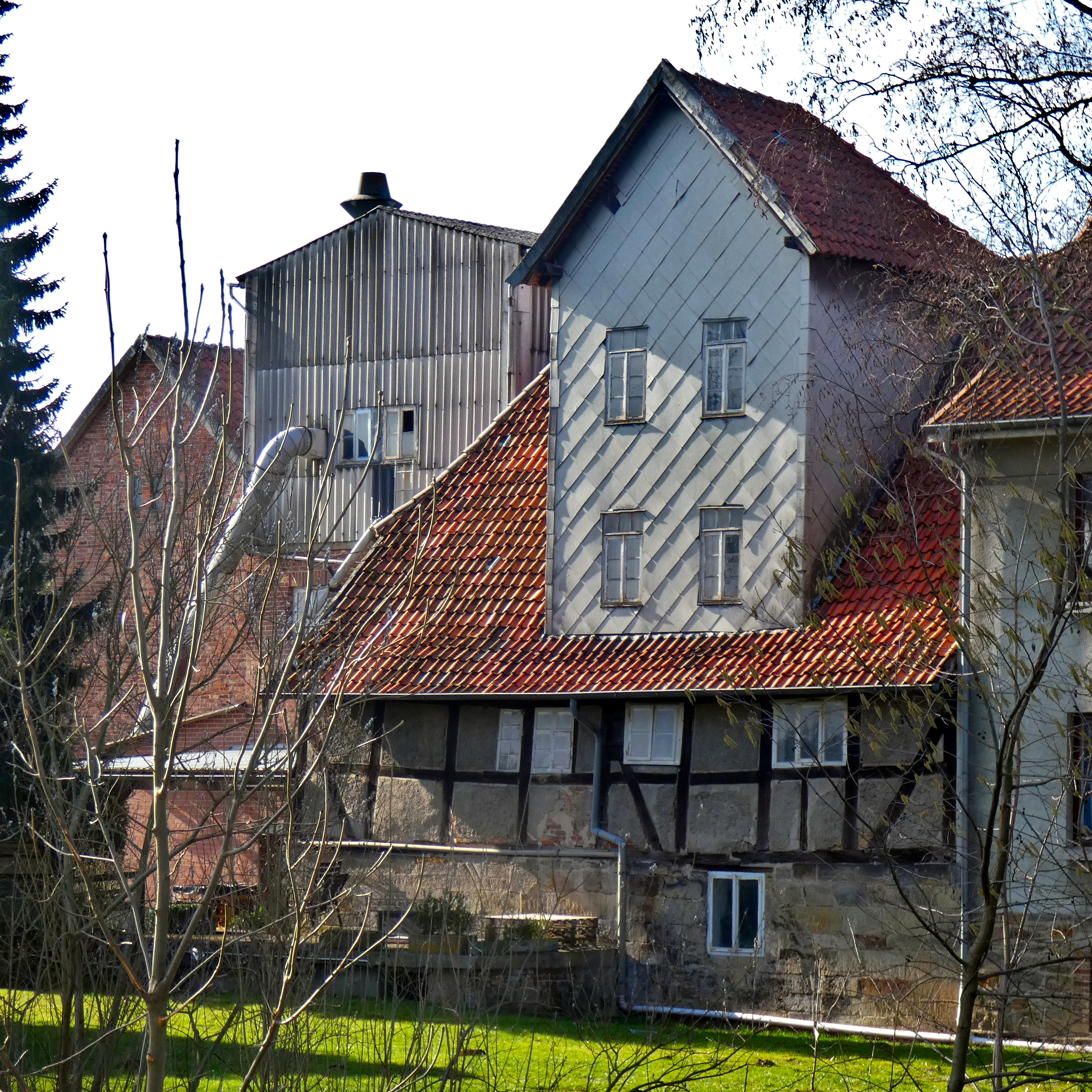
Mühle von 1622. Der Mühlgraben ist zugeschüttet. Blick aus Richtung Südaue.

Das Mühlengebäude ist ein auf einem Bruchsteinsockel errichteter zweigeschossiger Fachwerkbau mit Zwerchhaus. Die Erdgeschossseite zum Mühlkanal besteht aus Sandsteinmauerwerk.
Im Jahr 1903 wurde die Mühle auf eine Turbine umgerüstet.
Die Mühlentechnik mit drei Walzenstühlen ist vollständig erhalten. Sie wird seit den 1950er Jahren elektrisch angetrieben.
Die als Kornmühle genutzte Süßmühle ist funktionsfähig.
Die wassertechnischen Anlagen im Staubereich sind zum Teil noch erkennbar.
Der Mühlengraben ist im Gebäudebereich zugeschüttet.
Die 1785 gebaute Brücke der heutigen Bundesstraße 65 über den Unterlauf des Mühlgrabens ist ein separates Baudenkmal.
Das Wohnhaus und die Nebengebäude wurden 1925 grundlegend umgebaut oder neu gebaut.
Im Bruchsteinsockel an der Hofseite des Wohnhauses ist ein Mühlstein eingemauert. Die Balkonbrüstung an der Straßenseite ist mit Mühlenmotiven verziert.
Über dem Eingang ist der Name „Bammert“ mit der Zahl „1925“ eingefügt. Die Mühle wird daher zuweilen als „Bammert-Mühle“ bezeichnet.

## Der Name
Der Name Süßmühle ist weder vom Geschmack Süß, noch der Lage an der Südaue abgeleitet.
Er wird auf das mittelniederdeutsche Wort sûsen zurückgeführt, welches „sausen“ oder „rauschen“ bedeutet hat.
Der alte Name lässt vermuten, dass er von einer Vorgängerin der 1622 gebauten Mühle übernommen wurde.

## Denkmalschutz
Das eigentliche Mühlengebäude ist als Einzeldenkmal gemäß § 3 Abs. 2 NDSchG unter der Objekt-ID 31117513 geschützt.
Aufgrund des geschichtlichen Zeugnis- und Schauwertes sowie der städtebaulichen Bedeutung besteht an der Erhaltung des Mühlengebäudes ein öffentliches Interesse.